# رکوئیم آلمانی

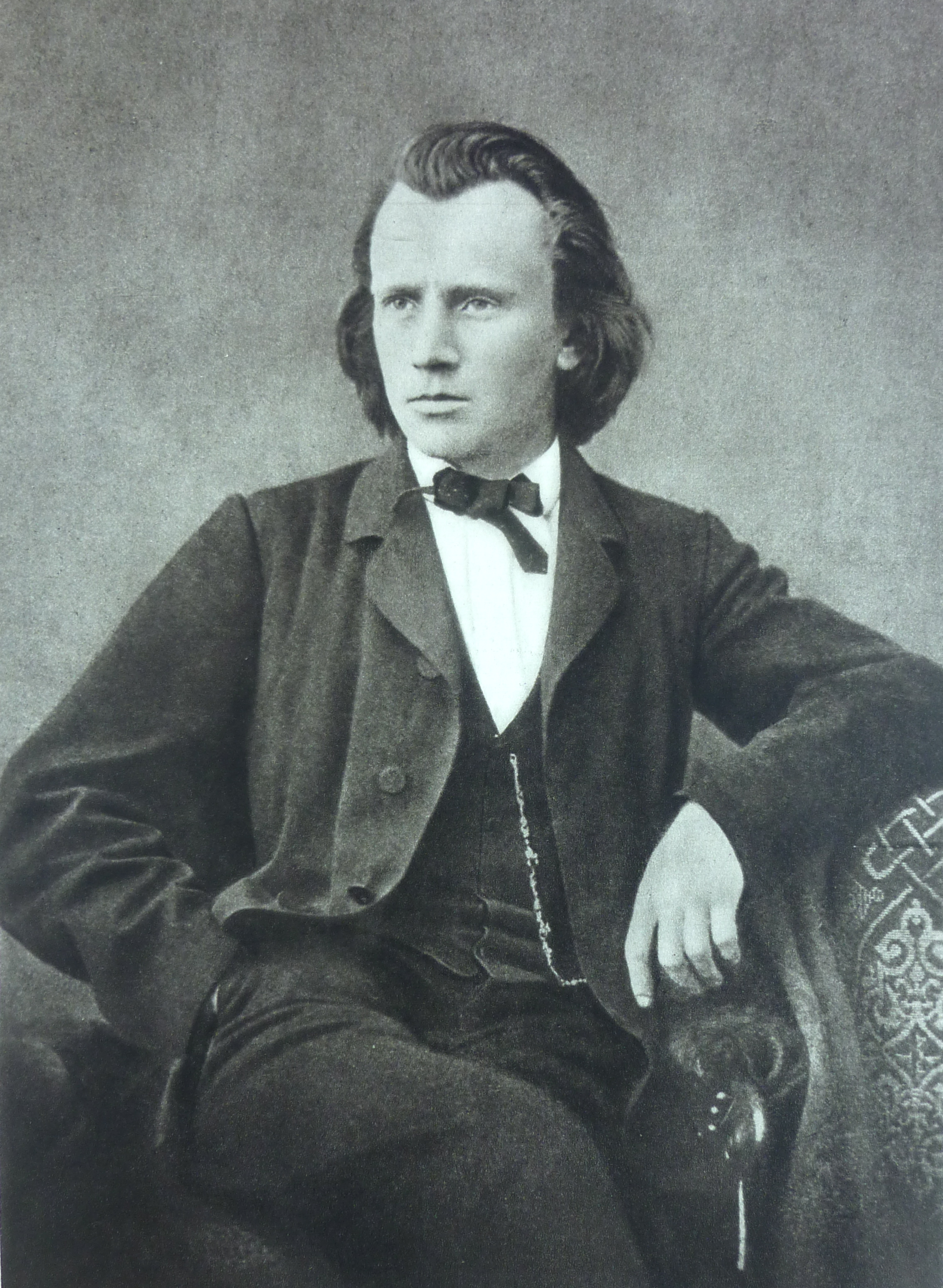
یوهانس برامس، حدود ۱۸۶۶

رکوئیم آلمانی (به آلمانی: Ein deutsches Requiem) اپوس ۴۵، طولانی‌ترین ساختهٔ یوهانس برامس است که میان سال‌های ۱۸۶۵ تا ۱۸۶۸ میلادی برای گروه کر، ارکستر، و دو تک‌خوان سوپرانو و باریتون تصنیف شده است. برامس متن رکوئیم آلمانی را از انجیل لوتری دست‌چین کرد که ترجمهٔ آلمانی انجیل بود؛ بنابراین برخلاف سنت رایج آن زمان که رکوئیم‌ها به زبان لاتین تصنیف می‌شدند، متن رکوئیم برامس به زبان آلمانی است.
رکوئیم آلمانی از هفت موومان تشکیل شده و اجرای آن در حدود ۸۰ دقیقه زمان می‌برد.

## تاریخچه
امروزه مرگ مادر برامس در فوریهٔ ۱۸۶۵ و دوست و همکار او، روبرت شومان در سال ۱۸۵۶ دو انگیزهٔ تصنیف رکوئیم آلمانی دانسته می‌شود.
سه موومان نخست در ۱ دسامبر ۱۸۶۷ در وین اجرا شدند؛ که اجرایی ضعیف و همراه با اشتباه بود. نخستین اجرای شش موومان در کلیسای جامع برمن انجام شد. شش ماه بعد در ۱۰ آوریل ۱۸۶۸ در آدینه نیک اجرای دیگری اینبار به رهبری برامس انجام شد.
برامس در مه ۱۸۶۸ موومان دیگری را برای تک‌خوان سوپرانو و گروه کر تصنیف کرد که همان موومان پنجم کنونی می‌باشد.
نخستین اشارهٔ شناخته‌شدهٔ برامس به عنوان «رکوئیم آلمانی» در نامهٔ او به کلارا شومان به سال ۱۸۶۵ است.